# Rozrywka (wydawnictwo)
Rozrywka (dawniej Spółdzielnia „Rozrywka”) – wydawca czasopism szaradziarskich działający w latach 1957–2009. 

## Historia
Spółdzielnia „Rozrywka" powstała w 1957 roku – ukazał się wówczas pierwszy numer Rozrywki, a historia pism szaradziarskich z Rozrywką w tytule sięga roku 1933.  W 2009 roku zarejestrowano Rozrywkę Sp. z o.o., która przejęła wydawane przez spółdzielnię tytuły. W 2021 roku spółka sprzedała Wydawnictwu Bauer prawa do 13 tytułów za 15,8 mln zł.
Spółka wydawała: dwutygodnik Rozrywka, miesięczniki Rewia Rozrywki, Rozrywka. Jolki, Rozrywka Magazyn, Rozrywka do Podróży, Jolki na 102, Rozrywka dla Każdego, Rozrywka od A do Z. Rozwiąż i Rozrywka. Nie tylko Sudoku, kwartalniki Rozrywka. Wydanie Specjalne i Jolki na Cały Rok oraz roczniki Rozrywka z Przymrużeniem Oka i Krzyżówki na Lato. Na łamach tych czasopism drukowane były przede wszystkim krzyżówki, jolki, rebusy, szarady, sudoku i inne zadania dla miłośników rozrywek umysłowych.